# Exocentrus ruandae
Exocentrus ruandae là một loài bọ cánh cứng trong họ Cerambycidae.